# Związki szeregu G
Związki szeregu G (związki serii G, związki G, G-gazy, gazy G) – podgrupa paralityczno-drgawkowych bojowych środków trujących, inhibitory acetylocholinoesterazy. Do grupy tej należą m.in. tabun (GA), sarin (GB), chlorosarin (GC), soman (GD), etylosarin (GE) i cyklosarin (GF).